# Los Blancos
Los Blancos är en ort i Argentina.   Den ligger i provinsen Salta, i den norra delen av landet, 1 300 km norr om huvudstaden Buenos Aires. Los Blancos ligger 211 meter över havet och antalet invånare är 1 025.
Terrängen runt Los Blancos är mycket platt. Trakten runt Los Blancos är nära nog obefolkad, med mindre än två invånare per kvadratkilometer.. Det finns inga andra samhällen i närheten.
I omgivningarna runt Los Blancos växer i huvudsak lövfällande lövskog.